# Україна на зимових Паралімпійських іграх 2006
Україна на зимових Паралімпійських іграх 2006 у Турині, Італія представлена 12 спортсменами у 2 видах спорту: біатлоні, лижних перегонах.

## Склад національної команди
1. Батенкова-Бауман Юлія Вікторівна  — Майстер спорту України міжнародного класу з лижних гонок та біатлону
2. Лук'яненко Віталій Володимирович  — Заслужений майстер спорту України з лижних гонок
3. Костюк Юрій Ілліч  — Заслужений майстер спорту України з лижних гонок та біатлону
4. Мунц Олег Володимирович — Заслужений майстер спорту України з лижних гонок
5. Павленко Людмила Володимирівна  — Майстер спорту України міжнародного класу з лижних гонок
6. Трифонова Світлана Миколаївна  — Заслужений майстер спорту України з лижних гонок
7. Смирнова Тетяна
8. Хижняк Сергій Петрович — Майстер спорту України міжнародного класу з лижних гонок
9. Морозов Владислав
10. Васютинський Олександр
11. Кириченко Ірина
12. Юрковська Олена Юріївна — Заслужений майстер спорту України з лижних гонок

## Медалісти
Національна збірна здобула 29 медалей, враховуючи естафету, або 25 комплектів медалей.
Золото
| Золото          |                    |                                                         |
| Кіль-ть медалей | Спортсмени         | Вид спорту (дисципліна)                                 |
| 4               | Олена Юрковська    | Біатлон (2 дисципліни) та лижні перегони (2 дисципліни) |
| 1               | Віталій Лук'яненко | Біатлон                                                 |
| 1               | Юрій Костюк        | Біатлон                                                 |
| 1               | Юрій Мунц          | Лижні перегони                                          |

Срібло
| Срібло          |                    |                           |
| Кіль-ть медалей | Спортсмени         | Вид спорту (дисципліна)   |
| 1               | Олена Юрковська    | Лижні перегони            |
| 1               | Віталій Лук'яненко | Біатлон                   |
| 2               | Юрій Костюк        | Біатлон та лижні перегони |
| 2               | Юлія Батенкова     | Біатлон та лижні перегони |
| 1               | Павленко Людмила   | Біатлон                   |
| 1               | Світлана Трифонова | Біатлон                   |
| 1               | Смирнова Тетяна    | Біатлон                   |

Бронза
| Бронза          |                    |                                                         |
| Кіль-ть медалей | Спортсмени         | Вид спорту (дисципліна)                                 |
| 1               | Олена Юрковська    | Лижні перегони                                          |
| 1               | Віталій Лук'яненко | Лижні перегони                                          |
| 1               | Юрій Костюк        | Лижні перегони                                          |
| 1               | Юрій Мунц          | Лижні перегони                                          |
| 2               | Юлія Батенкова     | Лижні перегони (3 дисципліни)                           |
| 3               | Павленко Людмила   | Біатлон (1 дисципліна) та лижні перегони (2 дисципліни) |
| 1               | Світлана Трифонова | Біатлон                                                 |
| 1               | Сергій Хижняк      | Біатлон                                                 |
| 2               | Морозов Владислав  | Лижні перегони                                          |